# Грчка краљевска породица
Грчка краљевска породица је директно проистекла из краљевске куће Шлезвиг-Холштајн-Сондербург-Гликсбург. Први владар на грчком трону из ове породице био је краљ Ђорђе I Грчки (грч. Γεώργιος Α', Βασιλευς των Ελληνων), (1845—1913) дански принц, син данског краља Кристијана IX. Његова супруга је била Велика кнегиња Олга Константиновна (1851—1926) из руске царске породице Романов. Венчали су се 1867. године.

## Долазак на власт
Породица је дошла на грчки трон, када је први грчки нововековни Краљ Ото I од Вителсбаха дозволио Британцима и Французима да окупирају луку Пиреј, како би спречили савезништво Грчке са Русијом у току Кримског рата (1853—1856). Ова ситуација натерала је Грчку војску да са престола збаци краља Ота I. Велике силе понудиле су грчки престо данском Принцу Вилхелму. Крунисан је 1863. године, као Краљ Ђорђе I. Краљеви ове династије владали су са прекидима Грчком све до 1974. године. Циљ од почетка владавине, био је ширење грчке територије. Династија је преживела многе ратове као нпр. Балканске ратове, Први светски рат, италијанску окупацију Грчке у Другом светском рату, грађански рат, парламентарну демократију и војну хунту.

## Историјат породице
Још од времена свог венчања 1842. године, принц Кристијан од Холштајн-Сондербург-Гликсбурга (1818—1906), морао је да се бори за своје и преживљавање своје породице. Војник, по професији, Кристијан је са својом супругом Лујзом од Хесен-Касела (1817—1898), живео мирно и обично, много година, у породичној кући у Копенхагену. Обоје су били немачког порекла. Касније, две њихове ћерке које су се удале у краљевске породице, обезбедиле су енормно богатство којим се издржавала породица.
Данска краљевска породица чији је Лујза била члан, иначе, једна је од најстаријих европских краљевских кућа. Средином XIX века најближи данском престолу био је Лујзин брат принц Фредерик (1814—1885). С обзиром да он није био заинтересован да влада, понуда трона прешла је на његову сестру Лујзу. Касније, разумевајући то време и политичке односе тог доба, круну је наследио њен супруг принц Кристијан. Околност је била таква, да један војник, војвода од Холштајна, наследи дански престо 1863. године.
Као краљ, Кристијан IX (1863—1906), био је суочен са ситуацијом да влада земљом после рата са Пруском, у коме је Данска изгубила јужну покрајину Шлезвиг, а нација је била жељна реформи у држави и друштву. У самој породици, уследили су нови догађаји. Краљева старија ћерка принцеза Александра, удала се за Едварда (у породици познатији као Берти), принца од Велса, касније краља Едварда VII од Велике Британије и Ирске (рођ.1841, владао од 1901—1910), а уследила је и понуда грчког престола краљевом другом сину Вилхелму, седамнаестогодишњем принцу, рођеном 1845. године.
Без обзира на брзи и славни успех и „узлет“ породице, као и способност владања, ова породица имала је и друге квалитете. Брачни пар Кристијан и Лујза био је свакако један од најлепших, најпривлачнијих и веома фотогеничних парова у то доба. Лепота и привлачност њихове ћерке Александре, била је толика да је принцеза постала изузетно популарна. И, изнад свега њихова интелигенција, посвећеност дужностима према народу и отаџбини, као и способност адаптације и прилагођеност променама, издваја их од других европских династија тога доба.

## Успостављање власти
За XIX век, веома је необична чињеница да је грчки престо понуђен једном данском принцу, немачког порекла, али за то доба, био је то сасвим логичан сплет околности. Грчка је од земље славне прошлости прехришћанског времена и златног доба старе Византије, постала тек једна обична провинција Отоманске Империје, и била у том статусу читавих пет векова. Борбом националних бораца за слободу и независност, занесеним романтичарима који су црпли своју инспирацију из старогрчке историје и митологије, какав је био и енглески писац Лорд Бајрон, као и уз помоћ великих сила, Грчка се ослободила 1821. и постала независна Краљевина 1832. године.
Велике силе, у овом случају Велика Британија (која готово до данашњих дана има изузетан утицај на грчку државу и њену политику), затим, Француска и Русија, донеле су одлуку 1832. године, да грчки престо понуде још једном немачком принцу. Био је то Ото од Вителсбаха. Ова понуда, што ће се касније и показати, била је изузетно лоше решење. Ото је владао аутократски, што је за Грке који су неговали дугу демократску традицију било незамисливо, посебно после ослобођења од вишевековног турског јарма. Краљ Ото, иначе је био јако детињаст и неспособан за зреле одлуке, и због ситуације да није испунио очекивања народа и светских велесила, неформирања династије и уопште, неуспешне владавине, абдицирао је 1862. године.
Због оваквог стања, почела је потрага за новим краљем, у читавој Европи. Престо је, између осталих, понуђен и принцу Алфреду од Единбурга, сину славне Краљице Викторије од Велике Британије и Ирске, који иако је стекао бројне симпатије и уживао велику популарност међу Грцима, за овај подухват није добио одобрење у замку Виндзор. У сваком случају, дански принц Вилхелм, показао се као савршен избор, вредан пажње. Војнички син, није се бојао тешког и напорног рада, па је пун младалачке енергије и полета стигао у Атину.
Документи и сведочанства говоре, да је он своју дужност краља схватио изузетно озбиљно, што сам по себи, никако није био. Био је човек ведрог духа, увек насмејан и пријатан. Његова слава и популарност у народу, постала је још већа, када је са успехом вратио под грчки суверенитет Јонска острва, која су до тада била под енглеском влашћу. Као Краљ Ђорђе I, донео је својој новој отаџбини стабилност и просперитет. Земља којом је владао, у његово доба, територијално се готово удвостручила. Прво је 1881. године од Турака ослободио северну Тесалију, а у Балканским ратовима (1912—1913) од исте, Отоманске Империје освојио и припојио Грчкој: Егејску Македонију, Епир, источноегејска острва и острво Крит, на крајњем југу Грчке.
Сви ови успеси, свакако су обезбедили простор за стварање наследне династије, у чему је успешно учествовала и његова супруга, руска принцеза Велика Кнегиња Олга Константиновна, из владајуће династије Романов, најпопуларнија Грчка краљица.

## Женидба и оснивање династије (1867)
Политички успех Данске краљевске породице, наставио се и после одласка Принца Вилхелма, у Атину.
Његова млађа сестра принцеза Дагмар (познатија у породици под надимком Мини), 1866. године, удала се за руског престолонаследника Царевића Александра Александровича (рођ.1845, владао Русијом од 1881—1894), после претходне, неуспешне веридбе са његовим старијим братом, који је умро пре него што је могло да дође до венчања. Ова традиција поновила се и касније у Енглеској, 1894. године, када се принцеза Меј (Марија од Тека), удала за Принца Џорџа (касније Џорџа V, рођ.1865, владао Великом Британијом и Ирском од 1910—1936) брата свог несуђеног, рано преминулог вереника.
Царевић Александар (познатији као Саша), био је по свом спољњем изгледу огроман и снажан човек и планирао је да се ожени женом „из народа“, дакле не принцезом. Када му је било понуђено да се ожени несуђеном вереницом свог покојног брата, са задовољством је прихватио да буде наследник руског престола. Њихов брак, без обзира на почетне сумње у односу на успех од стране породице, показао се као изузетно складан и успешан, а производ неизмерне љубави младих супружника, била су бројна њихова деца, укључујући ту и последњег руског цара Светог Николаја II Романова.
У оба случаја, и као грчки краљ и као шурак Руске царске династије, Ђорђе I позван је у посету, у руску царску престоницу Петроград 1867. године. Било је познато да је Ђорђе тражио невесту, а руски Цар Александар III имао је само једну ћерку (Ђорђеву сестричину), која је већ била удата, и то за већ поменутог принца Алфреда од Единбурга (коме је нуђен грчки престо), тако да је цар имао план. 
Знајући да његов брат Константин има неколико ћерки зрелих за удају, предложио је једну од њих, принцезу Веру, као будућу, могућу младу, па им је организовао сусрет у Константиновој палати, у Павловску, у близини Петрограда. При сусрету, међутим, Ђорђе је упознао и загледао се у Верину млађу сестру, петнаестогодишњу принцезу Велику Кнегињу Олгу. Била је то љубав на први поглед. Пар се венчао, још исте године.
Олга, која је била толико млада да је са собом у Атину, понела чак и своје лутке, деловала је као врло инспиративан избор за титулу грчке краљице. Стигла је у Атину у грчкој народној ношњи и била изузетно узбуђена дочеком, који је обухватао опште славље на улицама древног града. У позитивном смислу, једна невероватна жена током читавог свог живота, Краљица Олга родила је осморо деце, а била је изузетно омиљена у народу и због своје простодушности, као и посвећености дому и породици. Дичила се и титулом прве православне грчке краљице после Турског периода. Ђорђе и Олга провели су у браку 45 година, све до 1913. када је Краљ Ђорђе убијен у атентату.
Почетком Првог светског рата, краљица-удовица отишла је у родну Русију из неутралне Грчке, када је то њеној старој отаџбини било најпотребније. По руским војним болницама помагала је рањеницима и бавила се хуманитарним радом. Током живота ове жене, троје њене деце венчањима се „вратило“ у окриље Руске царске породице, тако да је Краљица Олга увек била добродошла код своје фамилије, у Павловск, где је провела читав рат и период бољшевичке револуције. Два њена брата, четири братанца и два зета убијена су од стране бољшевичких хорди, на најсуровији начин, за само неколико месеци. Током интервенције данске Владе, грчка краљица успела је да напусти Русију у децембру 1918. године и да се безбедно врати кући. Храбро је владала Грчком, као регент до 1920. године, све до напуштања отаџбине у коју се удала и коју је неизмерно волела, када је проглашена Прва грчка Република. Умрла је у Риму, 1926. године.
Два оснивача грчке династије, Ђорђе и Олга, били су у потпуности одани и посвећени својој новој отаџбини, као што су то били и једно према другом. Чињеница да немају ни капи грчке крви није имала никаквог утицаја на љубав према грчком народу. Њихова посвећеност и одговорност према земљи и народу, као и међусобни складан однос, утицали су и на будућност њихових потомака, који су наследили исте особине, иначе, васпитавани у дубоко православном духу, па тако и данас играју важну улогу на светској политичкој сцени и представљају остатак праве хришћанске аристократије.
Како је грчки краљ Константин II једном приметио, „Прогонство је грчка судбина“. И био је у праву. У новије доба, грчки краљеви били су у егзилу неколико пута, с'тим што су се враћали на престо неколико година касније. Често прогонство је само једна од интересантних чињеница везаних за ову краљевску породицу. Друга занимљивост је њихово уздизање на високи положај, после владавине само једне генерације и њихова константна присутност на светској сцени, преко блиске повезаности са готово свим владајућим европским династијама. Можда најзанимљивија чињеница је изузетна љубав и посвећеност грчкој држави и народу, иако, осим само једног случаја, ова породица нема ни капи грчке крви.

## Прва генерација „Олденбургових“ (грана Гликсбург)
Из брака Краља Ђорђа и краљице Олге, рођено је осморо деце. То су:
| име                 | слика | датум рођења     | датум смрти         | супружник                                          |
| ------------------- | ----- | ---------------- | ------------------- | -------------------------------------------------- |
| Краљ Константин I   |       | 2. август 1868.  | 11. јануар 1923.    | Софија од Пруске                                   |
| Принц Ђорђе         |       | 24. јун 1869.    | 25. новембар 1957.  | Марија Бонапарта                                   |
| Принцеза Александра |       | 30. август 1870. | 24. септембар 1891. | Павле Александрович                                |
| Принц Никола        |       | 22. јануар 1872. | 8. фебруар 1938.    | Јелена Владимировна                                |
| Принцеза Марија     |       | 3. март 1876.    | 14. децембар 1940.  | Ђорђе Михаилович; адмирал Периклес Јоанидис        |
| Принцеза Олга       |       | 1880.            | 1880.               | живела неколико месеци                             |
| Принц Андреј        |       | 2. фебруар 1882. | 3. децембар 1944.   | Алиса од Батенберга                                |
| Принц Кристофер     |       | 10. август 1888. | 21. јануар 1940.    | Ненси Стјуарт Вортингтон Лидс; Франсоаз од Орлеана |